# دوق بورتلاند
دوق بورتلاند الثالث (بالإنجليزية: 3rd Duke of Portland)‏ هو اللقب الذي عرف به وليام كافينديش بنتينك (بالإنجليزية: William Cavendish-Bentinck)‏، سياسي بريطاني (14 أبريل 1738-30 أكتوبر 1809). تولى رئاسة الوزارة في بريطانيا مرتين:
- من 2 أبريل إلى 19 ديسمبر 1783.
- من 31 مارس 1807 إلى 4 أكتوبر 1809.

ما بين فترتي حكمه أكثر من 23 عاماً. تزوج من السيدة دوروثي كافينديش (بالإنجليزية: Dorothy Cavendish)‏ ابنة وليام كافينديش رئيس الوزارء البريطاني الأسبق. تزوجها عام 1766 (وكانت في السادسة عشرة من عمرها)، وتوفيت عام 1794 أثناء حياة زوجها.
توفي بعد تركه الحكم بأسابيع قليلة.

## أولى سنوات حياته وتعليمه
كان لورد تيتشفيلد الابن الأكبر لوليام كافينيدش، دوق بورتلاند الثاني، وزوجته، مارغريت كافينديش هارلي، وورث مساحات واسعة من الأراضي من والدته وجدته لأمه، أرملة جون هولز، أول دوق لنيوكاسل. تلقى وليام تعليمه في مدرسة وستمنستر، وفي كلية المسيح بجامعة أوكسفورد التي تخرج منها بدرجة الماجستير في الآداب في عام 1757.

## زواجه وأبناؤه
في 8 نوفمبر 1766، تزوج وليام دوروثي كافينديش، دوقة بورتلاند، وابنة وليام كافينديش دوق ديفونشاير الرابع وزوجته شارلوت بويل. أنجب الزوجان ستة أبناء:
- وليام بنتينك، دوق بورتلاند الرابع (24 يونيو  1768-27  مارس 1854).
- اللورد وليام هينري كافينديش بنتينك (14 سبتمبر 1774 – 17 يونيو 1839).
- السيدة تشارلوت كافينديش بنتينك (2 أكتوبر 1775 – 28 يوليو 1862)، زوجة تشارلز غريفيل، الذي أنجبت منه ثلاثة أبناء: تشارلز كافينديش فولك جريفيل، وألجرنون جريفيل، وهنري وليام جريفيل (1801 -1872)، وابنة وحيدة، هارييت (1803 – 1870)، تزوجت إيرل إليسمير الأول، فرانسيس إجيرتون. [4]
- السيدة ماري كافينديش بنتينك (13 مارس 1779 – 6 نوفمبر 1843).
- اللورد تشارلز بنتينك (20 مايو 1780 – 28 أبريل 1826)، جد سيسيليا باوز ليون، كونتيسة ستراثمور وكينغهورن وجدة الملكة إليزابيث الثانية، الجدة الكبرى لدوقي بورتلاند السادس والسابع و للسيدة أوتولين موريل.
- اللورد فريدريك كافينديش بنتينك (2 نوفمبر 1781 – 11 فبراير 1828)، الذي تزوج السيدة ماري لوثر (توفيت عام 1863)، ابنة إيرل لونسديل الأول، وليام لوثر، بتاريخ 16 سبتمبر 1820. كان جورج كافنديش بنتينك، جد دوقي بورتلاند الثامن والتاسع، أحد أحفاد الزوجين.

- طفل، وُلد في منزل بيرلينجتون بتاريخ 20 أكتوبر 1786، وتوفي في المهد.
- من خلال ابنه تشارلز، أصبح وليام كافينديش الجد الأكبر للملكة إليزابيث الثانية. [5]

## مناصبه السياسية والعامة
انتُخب وليام كافينديش لعضوية برلمان بريطانيا العظمى عن ويوبلي في عام 1761 قبل أن يدخل مجلس اللوردات خلفًا لوالده، دوق بورتلاند، في العام التالي. كان وليام مرتبطًا بالحزب اليميني الأرستقراطري بزعامة اللورد روكنغهام، وشغل منصب كبير أمناء البلاط في حكومة روكنغهام الأولى (1765-1766).

### لورد ملازم من إيرلندا
شغل وليام كافنيديش منصب كبير حكام إيرلندا في حكومة روكنغهام الثانية (أبريل 1782 – أغسطس 1782). واجه وليام مطالبات بإجراء تدابير مصالحة بعد سنوات من فرض الضرائب على المواطنين نتيجة لمشاركة الحكومة البريطانية في الحرب الثورية الأمريكية. أصر وليام على تقديم تنازلات، وتمكن من التغلب على مقاومة وزير الداخلية إيرل شيلبون، ويليام بيتي، وأقنع البرلمان بإلغاء قانون التصريح وتعديل قانون بوينغ. بعد وفاة روكينغام، استقال وليام كافينديش، مع عدد من المؤيدين لتشارلز جيمس فوكس، من حكومة إيرل شيلبون. 

### أول حكومة
في شهر أبريل من عام 1783، اختير وليام كافينديش رئيسًا فخريًا لحكومة ائتلافية قادها تشارلز جيمس فوكس وفريدريك نورث وبقي في نفس المنصب حتى سقوط الحكومة في شهر ديسمبر من نفس العام. خلال فترة ولايته، انتهت حرب الاستقلال الأمريكية بشكل رسمي بعد توقيع بريطانيا العظمى والولايت المتحدة الأمريكية على معاهدة باريس (1783). سقطت الحكومة بعد خسارتها تصويت مجلس اللوردات حول مشروع قرار مقترح لإصلاح شركة الهند الشرقية، وذلك بعد إعلان الملك جورج الثالث اعتباره كل من يصوت لصالح مشروع القرار عدوًا شخصيًا له. 

## روابط خارجية
- دوق بورتلاند على موقع الموسوعة البريطانية (الإنجليزية)